# Ulaangom
Ulaangom (mongolsk: Улаангом, «rød dal») er hovedstaden i Uvs-provinsen i Mongoliet. Byen ligger ikke langt fra den russiske grænse. Byen havde ved folketællingen i år 2000 et indbyggertal på 26.319, mens befolkningen blev talt til cirka 22.300 i 2008. Byen er et af de koldeste steder i Mongoliet om vinteren, da temperaturerne kan falde ned til −45 °C. Somrene er til gengæld meget varme, hvor temperatureren kan komme op 40 °C.